# حارة الملاوي
حي الملاوي هو من أقدم أحياء مدينة مكة ويبعُد حوالي 2 كم أو أقل عن الحرم المكي الشريف ويفصله عنه فقط شعب عامر.

## التاريخ
يعرف قديمًا أن سكان حي الملاوي هم من الحضارم والبادية. وبدأ سكان جنوب المملكة بالتوافد والسكن في حي الملاوي قديماً، وبعد ذلك الجاليات اليمنية والمصرية والأفارقة وبعض الجنسيات الأخرى.

## المعالم الأثرية
أحد المعالم الأثرية التي لا زالت في هذا الحي العتيق هو قصر السّقاف والذي كان مقر للملك عبدالعزيز بن عبدالرحمن آل سعود مؤسس الدولة السعودية الثالثة وموحّدها.